# Nitrosônio

A estrutura do íon nitrosônio

O íon nitrosônio é a estrutura NO+, o átomo de nitrogênio é ligado a um átomo de oxigênio com uma ordem de ligação de 3, a espécie diatômica total tendo uma carga positiva. Este íon é normalmente obtido como os seguintes sais:  NOClO4, NOSO4H (ácido nitrosilsulfúrico, mais descritivamente escrito como ONSO2OH), e NOBF4. Os sais perclorato (ClO4−) e tetrafluoroborato (BF4−) são levemente solúveis em acetonitrila (CH3CN).  NOBF4 pode ser purificado por sublimação a 200–250 °C e pressão de 0,01 mmHg (1.3 Pa).
NO+ é isoeletrônico com monóxido de carbono (CO) e dinitrogênio (N2). Origina-se via protonação de ácido nitroso:
HONO  +  H+ {\displaystyle \rightleftharpoons } NO+  +  H2O
Tanto o trióxido de dinitrogênio (N2O3) como o tetróxido de dinitrogênio (N2O4) são considerados potenciais doadores de nitrosônio.
Desenvolvem-se processos para produzir íons nitrosônio e oxidar carboidratos e seus derivados, em especial, a partir de compostos de nitroxila usando-se agentes oxidantes na presença de metais de transição como Mn, Fe e Cu e um agente complexante tal como uma poliamina.